# Mosquer de Linton
El mosquer de Linton (Nephelomyias lintoni) és un ocell de la família dels tirànids (Tyrannidae).

## Hàbitat i distribució
Habita la selva pluvial i vegetació secundària dels Andes, del sud-est de l'Equador i nord del Perú.